# Zugänglichmachungsverordnung
Die Zugänglichmachungsverordnung (Verordnung zur barrierefreien Zugänglichmachung von Dokumenten für blinde und sehbehinderte Personen im gerichtlichen Verfahren, abgekürzt ZMV) regelt in Deutschland die Anforderungen und das Verfahren, um blinden und sehbehinderten Personen (berechtigte Personen) in einem Gerichtsverfahren Dokumente in einer für sie wahrnehmbaren Form zugänglich zu machen.
Der Anspruch auf Zugänglichmachung und die Grundlage der Verordnung ergeben sich aus § 191a GVG.
Dokumente, die einer berechtigten Person zuzustellen oder formlos bekannt zu geben sind, sind dieser auf Verlangen nach ihrer Wahl schriftlich (in Blindenschrift oder Großdruck), elektronisch (durch Übermittlung eines gegen unbefugte Kenntnisnahme geschützten elektronischen Dokuments), akustisch, mündlich, fernmündlich oder in anderer geeigneter Weise zur Kenntnis zu bringen. 